# 千葉県道281号松戸鎌ケ谷線

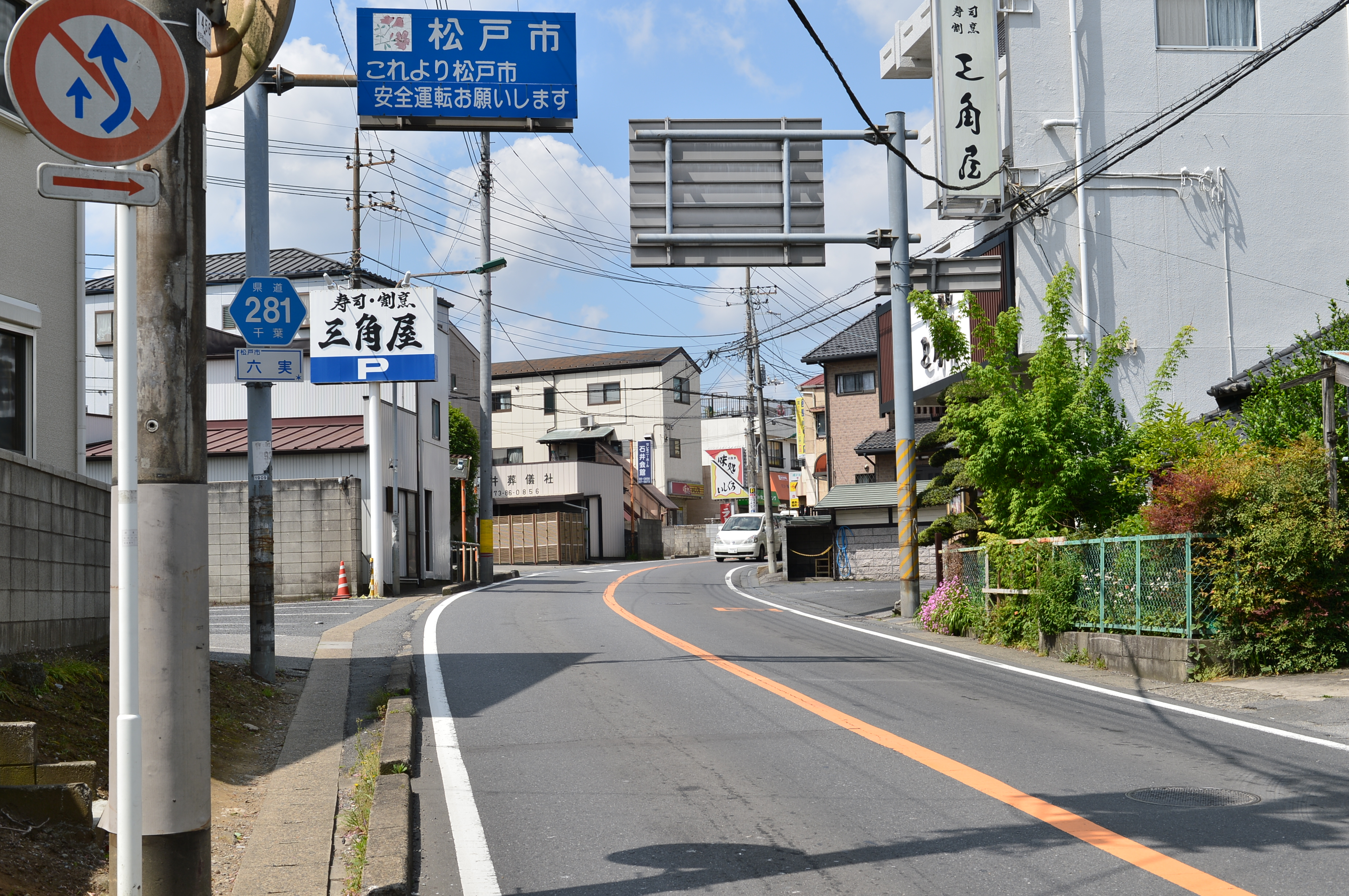
千葉県道281号松戸鎌ケ谷線
松戸市六実5丁目（2015年5月）

千葉県道281号松戸鎌ヶ谷線（ちばけんどう281ごう まつどかまがやせん）は、千葉県松戸市から鎌ケ谷市に至る一般県道である。

## 概要
- 起点：松戸市松戸（七畝割交差点、国道6号交点）
- 終点：鎌ケ谷市西佐津間（佐津間交差点、千葉県道8号船橋我孫子線交点）
- 総延長：*.* km（東葛飾土木事務所管内：*.* km）
- 重用延長：*.* km（東葛飾土木事務所管内：*.* km）
- 実延長：9.093 km（東葛飾土木事務所管内：9.093 km[1]）

## 路線状況
大部分の区間は松戸市に属し、鎌ヶ谷市区間は50mにも満たない。

### 道路施設
- 五香立体（松戸市五香西・常盤平 - 同市五香）
京成電鉄松戸線と立体交差するために設けた地下道部分。

## 地理

### 通過する自治体
- 松戸市 - 鎌ケ谷市

### 交差する道路
- 国道6号（起点）
- 千葉県道51号市川柏線（松戸市日暮）
- 千葉県道57号千葉鎌ケ谷松戸線（松戸市・五香十字路）
- 千葉県道200号六実停車場線（松戸市六実）
- 千葉県道8号船橋我孫子線（終点）

### 周辺
- 松戸南部市場
- メリーチョコレートカムパニー松戸工場
- 吉野工業所松戸工場
- 八柱霊園
- 海上自衛隊下総航空基地
- 京成松戸線 みのり台駅・八柱駅・五香駅
- JR武蔵野線 新八柱駅
- 東武野田線（東武アーバンパークライン）六実駅